# Rhithrogena impersonata
Rhithrogena impersonata är en dagsländeart som först beskrevs av Mcdunnough 1925.  Rhithrogena impersonata ingår i släktet Rhithrogena och familjen forsdagsländor. Inga underarter finns listade i Catalogue of Life.